# Mastoŭski rajon
Mastoŭski rajon (vitryska: Мастоўскі раён, ryska: Мостовский район) är ett distrikt i Belarus. Det ligger i voblasten Hrodna voblast, i den västra delen av landet, 210 km väster om huvudstaden Minsk.